# Charles Perrier (médecin)
Pour les articles homonymes, voir Perrier.
Pour l'homme politique, voir Charles Perrier.
Charles Perrier (1861-1938) est un médecin français.

## Biographie
Issu d'une famille de boulangers, fils du juge de paix Scipion Perrier (d) et neveu du général François Perrier, Charles Antoine Perrier naît à Valleraugue le 13 juin 1861.
Après avoir « poursuivi brillamment » des études à la faculté de médecine de Montpellier, il soutient sa thèse en 1887. C'est dès l'année suivante qu'il est affecté à la maison d'arrêt de Nîmes, installée dans le fort Vauban, sur lequel il publie une étude historique en 1896.
Influencé par Jean Lacassagne, il décide la même année de mener sur 859 détenus une étude d'anthropométrie judiciaire, discipline alors naissante. Il s'agit essentiellement de mesurer leurs organes, les répertorier et les photographier. Selon Pascal Trarieux (d), les prisonniers se prêtent au jeu volontiers car ils s'estiment probablement « flattés d'un tel intérêt pour leur personne », ou bénéficient d'avantages matériels. Il en tire en 1900 un ouvrage intitulé Les Criminels, où sont référencés pour chaque détenu sa nationalité, sa profession, la catégorie du crime qu'il a commis, et son mode opératoire. Le premier tome de l'ouvrage est en outre émaillé de nombreux portraits et signatures, quand le second est consacré plus généralement à la vie au sein de la maison d'arrêt.
Il publie également un Album statistique, comportant 175 tableaux calligraphiés par un prisonnier allemand, et 395 dessins produits par deux de ses congénères, qui signent « C » et « W ». Le livre s'attache à lister toutes sortes de données sur la population carcérale, mais présente également une dimension artistique, avec des vues sur des monuments de Nîmes, mais aussi de toute la France, et des enluminures. Il est présenté à l'Exposition universelle de 1900 au titre du ministère de la Justice.
Perrier refuse de vendre ce fonds pourtant estimé à plusieurs centaines de milliers de francs, préférant le donner au musée du Vieux-Nîmes le 27 août 1931. Le fonds est officiellement installé à l'occasion d'une visite de l'ancien président de la République Gaston Doumergue, par ailleurs ami de Perrier.
De 1893 à 1900, il est également inspecteur pour le Service de la protection des enfants, et devient en 1920 chef du dispensaire municipal. En 1910, il devient correspondant de la Société de médecine légale. Il rédige également une série d'articles dans les Annales d'anthrologie criminelle dirigées par Lacassagne.
Il quitte la maison d'arrêt en 1911. Devenu par la suite médecin-chef du dispensaire et des services municipaux de Nîmes, il reçoit le prix Montyon de l'Académie des sciences en 1916, et est fait chevalier de la Légion d'honneur en 1924 et meurt le 12 mai 1938 à Nîmes.

## Postérité
Il laisse également au Vieux-Nîmes 40 kilos d'archives, composé de manuscrits et de correspondances.
Du 25 juin au 27 octobre 2019, au musée, une exposition intitulée « Tatouages » est consacrée au fonds. Elle met surtout en lumière les photographies de détenus tatoués.

## Ouvrages
- La Maison centrale de Nîmes, ses organes, ses fonctions, sa vie : emprisonnement et criminalité, Paris, Masson, 1896 (BNF 31085930).
- Les Criminels : étude concernant 859 condamnés, 2 tomes, Lyon, Storck, 1900 et 1905 (BNF 31085929) (lire en ligne).
- Le Service de santé en prison, Lyon, Storck, 1903 (BNF 31085937) (lire en ligne).
- Le Crâne et ses rapports avec la taille, la grande envergure, le buste, le pied chez les criminels, Lyon, Maloine, 1920 (BNF 31085928).
- L'Oreille et ses rapports avec la taille, la grande envergure, le buste, le pied, le crâne, Maloine, 1925 (BNF 31085935).